# Big City (1948)
Big City is een Amerikaanse dramafilm uit 1948 onder regie van Norman Taurog.

## Verhaal
Drie mannen voeden samen een vondelinge op. Als twee van hen een vrouw vinden, willen zij de vondelinge beiden adopteren en haar laten opgroeien zonder de andere mannen. De vondelinge zoekt een compromis, zodat ze allemaal één groot gezin kunnen vormen.

## Rolverdeling
| Acteur           | Personage           |
| ---------------- | ------------------- |
| Margaret O'Brien | Midge               |
| Robert Preston   | Dominee Andrews     |
| Danny Thomas     | David Irwin Feldman |
| George Murphy    | Patrick O'Donnell   |
| Karin Booth      | Florence Bartlett   |
| Edward Arnold    | Rechter Abercrombie |
| Jackie Jenkins   | Louis Keller        |
| Betty Garrett    | Shoo Shoo Grady     |
| Lotte Lehmann    | Mama Feldman        |
| Connie Gilchrist | Martha              |
| Page Cavanaugh   | Muzikant            |